# Woolley (Cambridgeshire)
Woolley – przysiółek w Anglii, w hrabstwie Cambridgeshire, w dystrykcie Huntingdonshire, w civil parish Barham and Woolley. Leży 34 km na północny zachód od miasta Cambridge i 96 km na północ od Londynu. W 1931 roku civil parish liczyła 29 mieszkańców. Woolley jest wspomniana w Domesday Book (1086) jako Cilvelai.